# Campionato sudamericano femminile di pallavolo 1961
Il IV campionato sudamericano femminile di pallavolo si è svolto nel 1961 a Lima, in Perù. Al torneo hanno partecipato 4 squadre nazionali sudamericane e la vittoria finale è andata per la quarta volta consecutiva al Brasile.

## Squadre partecipanti
| - Argentina - Brasile - Cile - Perù |

## Classifica finale
| Classifica | Squadre   |
| ---------- | --------- |
|            | Brasile   |
|            | Perù      |
|            | Argentina |
| 4          | Cile      |